# Neurotoma inconspicua
Neurotoma inconspicua är en stekelart som först beskrevs av Norton.  Neurotoma inconspicua ingår som enda art i släktet Neurotoma och familjen spinnarsteklar. Inga underarter finns listade i Catalogue of Life.